# Беш, Николя
Николя́ Беш (фр. Nicolas Besch, родился 25 октября 1984 в Гавре) — французский хоккеист, защитник клуба «Боксёр де Бордо» и сборной Франции.

## Карьера

### Клубная
Воспитанник школы клуба «Драгон де Руан», выступал в его составе в чемпионате Франции с 2001 по 2007 годы. В 2003 и 2006 годах завоёвывал титул чемпиона Франции, Кубок Франции выигрывал в 2002, 2004 и 2005 годах. В сезоне 2007/2008 уехал в Швецию, где выступал сначала за «Лександс», затем за «Нючёпинг». Сезон завершил уже в финском клубе «Ваасан». В сезоне 2008/2009 выступал за финский «Юкурит», затем вернулся на сезон во Францию в состав «Гренобля», потом провёл ещё сезон в Финляндии за «Юкурит». С сезона 2011/2012 защищает цвета польской «Краковии».

### В сборной
В юношеской сборной дебютировал на юношеском чемпионате мира 2002 в группе C, в молодёжной на чемпионате мира 2004 года в группе B. С 2005 года выступает за основную сборную Франции, с которой появился в высшем дивизионе на чемпионатах мира в 2008, 2010, 2011, 2012 и 2014 годах.